# Лонг Бийч (атомен крайцер, 1959)
„Лонг Бийч“ (на английски: USS Long Beach (CLGN-160/CGN-160/CGN-9)) е атомен ракетен крайцер на ВМС на САЩ. Първият в света надводен боен кораб с ядрена силова установка. Също така последният кораб на ВМФ на САЩ, построен с корпус на крайцер (последващите ракетни крайцери имат обводи на корпуса на разрушители и лидери). Построен специално за взаимодействие с атомния самолетоносач „Ентърпрайз“ (USS Enterprise (CVN-65)).

## Конструкция

### Въоръжение

#### Зенитно-ракетно въоръжение
Изначално проектиран за ракетоносен кораб, изпълняващ преди всичко задачите на противовъздушна отбрана на авионосните съединения, „Лонг Бийч“ е конструиран според изискването да се унищожават самолетите и крилатите ракети на противника на голяма дистанция.
Основа на неговото противовъздушно въоръжение съставлява далекобойният зенитно-ракетен комплекс RIM-8 „Talos“, способен да поразява въздушни цели на разстояние до 150 километра. Комплексът, отнасящ се към късния тип Mk-12, се намира в кърмовата част на кораба. В основата на кърмовата надстройка се намира бронираният хангар, в който ракетите преминават предстартова подготовка (монтирането на крилата и стабилизаторите) преди поставянето им на пусковата установка. Под хангара се намира погреб за боеприпаси, където 52 заредени ракети лежат на стелажи и се подават нагоре със специален асансьор. В боекомплекта има както ракети с обикновени, така и с ядрени бойни глави.
Покривът на хангара служи за основа на поставените на високи пилони РЛС, влизащи в състава на комплекса: две РЛС за управление на ракетите AN/SPW-2, и две РЛС за съпровождение и „подсветка“ на целите AN/SPG-49. Първите формират тесен въртящ се лъч, в който изстреляните ракети се движат на маршевия участък. Вторите се използват за самонасочването (полуактивно) на ракетите на финалния участък от полета. Имайки две двойки РЛС от всеки тип, комплексът може едновременно да съпровожда и обстрелва две цели с произволен брой ракети.
В носовата си част крайцерът има линейно-терасовидно разположени два комплекса за ПВО със среден радиус на действие RIM-2 „Terrier“. Всеки от тях се състои от двурелсова пускова установка, хоризонтален пълнител-хангар за 60 ракети (поставени на три хоризонтални въртящи се барабана, по 20 на всеки) и две РЛС за съпровождение и „подсветка“ на целите AN/SPG-55. Предният комплекс се намира на горната палуба на крайцера с бараби под палубата; вторият комплекс е монтиран зад и над първия. Предните две РЛС AN/SPG-55 са монтирани на високи пилони, вторите две – на покрива на масивната правоъгълна надстройка на крайцера.
В резултат общите възможности на противовъздушната отбрана позволяват на крайцера едновременно да съпровожда шест цели и да обстрелва две от тях с ракети „Талос“ на разстояние до 150 км, и още две с ракетите „Териер“ на разстояние 25 – 50 км (в зависимост от модела).

#### Противолодъчно ракетно въоръжение
Противолодъчното ракетно въоръжение е представено от една 8-зарядна контейнерна пускова установка за противолодъчните ракети RUR-5 ASROC. Комплексът е предназначен за отбрана както на самия кораб, така и на съединения, и осигурява поражение на подводни лодки на дистанции от 1 до 20 километра. В боекомплекта влизат както ракето-торпеда (снаряжени в качеството на бойна глава с малогабаритното самонасочващо се торпедо Mark 46), така и тактическите ядрени дълбочинни заряди W44, с еквивалент до 10 килотона. Презареждането на пусковата установка се изпълнява през палубни люкове. Общият боекомплект се състои от 20 ракети.
В качеството на въоръжение за самоотбрана крайцерът носи на всеки борд по тритръбен 324-милиметров торпеден апарат, фиксиран в корпуса.
Насочването на противолодъчните средства се осъществява с помощта на активния сонар AN/SQS-23, поставен в носов обтекател под кила. Сонарът осигурява откриването и съпровождането на подводници на дистанция от 1 до 36 км.

#### Ударно ракетно въоръжение
При разработката на проекта на крайцера значително внимание се отделя на разполагането на него на стратегическо ракетно въоръжение. В изходния проект е предвидено поставянето на хангар и пускова рампа за стратегическите крилати ракети SSM-N-8 Regulus, впоследствие преработени за свръхзвуковите ракети SSM-N-9 Regulus II.
Окончателният проект предвижда поставянето на крайцера на четири пускови шахти за балистичните ракети със среден радиус на действие UGM-27 „Polaris“. Аналогични на поставяните на подводните лодки, ракетите са предназначени за нанасяне на стратегически ядрени удари по наземни цели в радиус 1600 – 1800 км. За поставянето на ракетите е запазено място в централната част на корпуса на крайцера; обаче, към момента на приемане на ракетите на въоръжение, се отказват от поставянето им на надводни кораби, и планираното въоръжение така и не е поставено.
В крайна сметка, единственото ударно въоръжение на крайцера първоначално е възможността да се използват ракетите RIM-2 „Talos“ с ядрени и конвенционални бойни части за удари по наземни и надводни цели. При обстрел на наземни цели, „Талос“ с ядрената бойна част се изстрелва по балистична траектория и се детонира по команда от СУО на крайцера (специално за балистични бомбардировки на борда има отделна ЕИМ). При обстрел на кораби или радиоконтрастни обекти в пределите на радиохоризонта на крайцера, целта се засича с радара AN/SPG-49, и ракетата пикира към целта. Енергията на удара на пикиращия със скорост около 2,8 МаХа тон и половинен „Талос“ е напълно достатъчна, за да се повреди тежко или да се унищожи военен кораб даже без детонация на бойната част на ракетата.
В края на 1960-те години на въоръжение са приети противорадиолокационните модификации на ракетите „Талос“, насочващи се по излъчването на наземните РЛС или корабните радари. Такива са успешно използвани за поразяване на РЛС във Виетнам, ставайки по този начин първите американски управляеми ракети, използвани от кораб по наземни цели.

#### Артилерийско въоръжение
Изходният проект не предвижда артилерийско въоръжение. След отказа от стратегическите ракети UGM-27 „Поларис“, освободеното място е използвано за поставяне в централната част на корпуса на двойка 127-мм/38 универсални установки Mk-32, предназначени за самоотбрана против самолети и леки кораби.

### Радиоелектронно въоръжение
Крайцерът въплъщава всички нови достижения във военната електроника от онова време. За първи път в световната практика на военен кораб е монтиран обзорно-издирвателен радар SCANFAR с фазирана антенна решетка. Явявайки се развитие на предшестващия (неприет на въоръжение) по програмата за създаване на радар с ФАР AN/SPG-59, системата SCANFAR представлява комплекс от два радара – двукоординатната обзорна РЛС AN/SPS-32 и трикоординатната РЛС за съпровождение AN/SPS-33.
Двойката антени на двете РЛС са монтирани на страните на огромната квадратна „кула“ в носовата надстройка на крайцера. В оптимален режим, системата SCANFAR осигурява засичане на въздушни цели на дистанции до 740 км, и съпровождението им на съпоставима дистанция. Обаче, тъй като системата не е интегрирана в СУО, за поразяването на целите всички три корабни ЗРК използват собствените си радарни комплекси, получавайки от SCANFAR само обща информация.
За издирване и засичане на надводните цели служи двукоординатния радар AN/SPS-10, също използван като навигационен и артилерийски. Той се намира на мачта над носовата „кула“ на крайцера.
РЛС на бордовите ракетни комплекси („Талос“ и „Териер“) са описани по-горе.
Крайцерът има стандартните средства за РЕБ във вид на комплекса AN/WLR-1 на предната мачта. Комплексът включва система антени и детектори, изпълняващи задачите по откриване на радиоизлъчванията на противника и определяне на параметрите им, и система за поставяне на активни смущения, позволяващи да са поставят както шумови смущения, така и прицелни по конкретни параметри. За разлика от по-късните системи, този комплекс за РЕБ не е автоматизиран, и се управлява ръчно, което съществено снижава неговата ефективност против радиолокатори, действащи на менящи се честоти. Като допълнителни средства за защита, по бордовете на крайцера са поставени пускови установки за неуправляеми ракети, снаряжени със заградителни бойни части от диполни отразители.

### Силова установка
Силовата установка се състои от два реактора C1W, явяващи се представители на първото поколение американски атомни корабни реактори. Реакторите произвеждат пара, привеждаща в действие два турбозъбчати агрегата производство на „Дженерал Електрик“. Пълната им мощност достига 80 000 к.с. Максималната скорост на крайцера надминава 32,5 възела при пробата, и, благодарение на практически неограничената автономност по гориво, крайцерът може да поддържа пълен ход значително повече, отколкото паротурбинните кораби.

## Модернизации
В течение на срока на експлоатация крайцерът нееднократно е модернизиран. Така например, през 1963 г. са поставени 127-мм арт-установки, липсващи в първоначалния проект. През 1968 г., във връзка с неудовлетворителната надеждност на SCANFAR, радарното въоръжение на крайцера е допълнено с обзорно-издирвателния радар AN/SPS-12.
През 1980-те години корабът е подложен на основна модернизация, която значително променя неговите характеристики:
- Остарялата и недостатъчно надеждна система SCANFAR е демонтирана, и заменена с РЛС за трикоординатен обзор AN/SPS-48 (на носовата мачта) и двукоординатнатата издирвателна РЛС AN/SPS-49 (на кърмовата мачта)
- двете носови ПУ за ЗРК „Териер“ са заменени с 2 ПУ за универсалните ЗРК „Стандарт“;
- кърмовите ПУ на ЗРК „Талос“ са демонтирани и заменени с два 4-зарядни контейнерни ПУ за ракетите BGM-109 „Томахоук“; целият кърмови радарен комплекс е демонтиран.
- на кърмовата надстройка линейно-терасовидно са монтирани 2 автоматични зенитни установки „Вулкан-Фаланкс“.
- отстрани на кърмовата надстройка са добавени две 4-зарядни ПУ за ПКР „Харпун“.
- старият навигационен радар AN/SPS-10 е заменен с нов AN/SPS-67.
- Сонарът SQS-23 е заменен с новия SQQ-23B
- Поставен е модернизиран комплекс на системата за РЕБ, включващ станцията за РЕБ AN/SLQ-32, генератори на смущения AN/SLQ-34 и пускови установки за лъжливи цели Mk 36 SRBOC.

Модернизациите, основната цел на които е да се замени старото въоръжение със съвременно и да се разшири спектъра на изпълняваните от кораба задачи, добавяйки възможност за нанасяне на удари по наземни и морски цели като цяло, увеличават бойната мощ и универсалността на кораба.
През 1980-те години, след появата на по-големите атомни съветски крайцери от проекта „Киров“ ВМФ на САЩ, опитвайки се да обосноват тяхното съществуване, извеждат концепцията за използване на подобни кораби, наречена CSGN или „ударен крайцер“ (на английски: Strike Cruiser). В рамките на разработката на програмата се предлага да се модернизира като прототип „Лонг Бийч“. Корабът трябва да бъде основно престроен с напълно изменена архитектура.
- Старото ракетно въоръжение и радарното оборудване напълно се демонтира, с цел поставянето на радарите AEGIS и две пускови установки Mk-26 за ракетите SM-2MR.
- Артилерийските установки се заменят с 203-милиметровите арт-системи Mk. 71, използващи снаряди с лазерно насочване.
- Предлага се поставянето на по-голям (до 32) брой ПУ за „Томахоук“ и ракети „Харпун“.

Проектът така и не е реализиран поради високата му стойност и отсътствието във ВМФ на САЩ на пряка необходимост от създаването на подобни кораби.

## Оценка на проекта
Крайцерът „Лонг Бийч“ е първият кораб специално проектиран като ракетен крайцер в света, един от първите атомни надводни кораби, и първият военен кораб, на който са използвани радари с ФАР. Към момента, както на проектирането, така и на влизането в строй, този крайцер въплъщава всички най-нови достижения на военноморската техника на САЩ, и е без съмнение най-силният кораб в своя клас.
Основното предназначение на крайцера е прикритието на авионосните съединения от въздушни и ракетни удари. За тази цел големият атомен крайцер подхожда практически идеално. Неограниченият запас на хода, осигуряван от атомната силова установка, позволява на крайцера да съпровожда непрекъснато плаващите на пълен ход самолетоносачи (в същото време обикновените крайцери и разрушители при движение на пълна скорост бързо изтощават запасите си от гориво). Развитото радарно въоръжение позволява да се засичат враждебните цели на голяма дистанция и да се съпровождат значителен брой цели, а многобройното и ефективно ракетно въоръжение позволява да се унищожават всички типове самолети и крилати ракети на дистанции до 150 километра. Сумарните възможности на ЗРК на крайцера му позволяват едновременно да обстрелва 6 (шест) цели, две с ракетите „Талос“ на дистанции до 150 километра, и четири с ракетите „Териер“ на дистанции до 50 километра.
Във възможностите на крайцера също влиза борбата с подводници. Макар нанасянето на удари по надводни и наземни цели да не е основна задача на крайцера, възможностите на RIM-8 „Talos“ също му позволяват ефективно да поразява надводни кораби (и наземни РЛС) и да нанася тактически ядрени удари по брегови обекти.
Главен недостатък на проекта „Лонг Бийч“ е недостатъчната надеждност и ефективност на неговата обзорно-следяща РЛС SCANFAR. Този комплекс от два радара с ФАР, въплъщаващ най-новата технология към началото на 1960-те, страда от постоянни повреди и недомислия. Неговата значимост допълнително намалява факта, че SCANFAR, явявайки се резултат от опростяването на амбициозната програма AN/SPG-59, не е способен да осъществява целеуказанието на ракетите на крайцера. Поради това реалната огнева производителност на крайцера „Лонг Бийч“ се оказва не по-голяма, отколкото тази на ракетните крайцери от типа „Олбани“, носещи по-старомодни радарни системи.
Още един недостатък на крайцера са неговите значителни размери и цена. Серийното строителство на големи, 15 000-тонни, неавионосещи кораби е прекалено скъпо за американския флот от 1960-те години. Освен това, далекобойният зенитен комплекс „Талос“, проектиран в средата на 1950-те години, се възприема вече за остарял, и неговото поставяне на нови кораби е безсмислено. Планираният за замяна на „Талос“ далекобоен ЗРК „Тайфун“ не е приет на въоръжение заради проблеми с AN/SPG-59; и в резултат, основното противовъздушно въоръжение на американския флот си остава RIM-2 „Terrier“, който напълно може да се носи от много по-малки, 5000 – 10 000 тонни кораби.
Като следствие, независимо от неговите значителни възможности, крайцерът „Лонг Бийч“ си остава единствен представител на своя клас.

## Представители на проекта
| Название   | Номер на борда | Корабостроителница            | Заложен на | Спуснат на | В строй от | Списан     | Забележки |
| ---------- | -------------- | ----------------------------- | ---------- | ---------- | ---------- | ---------- | --------- |
| Long Beach | CGN-9          | Bethlehem, Куинси, Масачузетс | 02.12.1957 | 14.07.1959 | 09.09.1961 | 01.05.1995 |           |

## Коментари
1. ↑  Всички данни са към момента на влизане в строй, привеждат се по справочника на Conway.
2. ↑  Буквите показват принадлежността към определен класː ВВ – линкор, СС, CL, СА – съответно линеен, лек или тежък крайцер, CV – самолетоносач, DD – разрушител, SS – подводница и т.н.